# NGC 7389
NGC 7389 (другие обозначения — PGC 69836, MCG 2-58-19, ZWG 430.18, NPM1G +11.0553) — галактика в созвездии Пегас.
Этот объект входит в число перечисленных в оригинальной редакции «Нового общего каталога».